# Elena Sadiku
Elena Sadiku, född 6 november 1993 i Bocholt i Tyskland, är en svensk fotbollstränare och tidigare fotbollsspelare.

## Klubbkarriär
Sadikus moderklubb är LdB FC Malmö. Hon gjorde nio inhopp för LdB under säsongen 2011, då de blev mästare. Sadiku var under 2011 utlånad till Eskilstuna United DFF som då spelade i Söderettan.
Inför säsongen 2012 skrev hon kontrakt med Kristianstads DFF. I november 2013 skrev Sadiku kontrakt med Eskilstuna United DFF. I juni 2014 skadade Sadiku korsbandet och blev borta från spel resten av säsongen. Efter ett stort antal knäskador valde Sadiku efter säsongen 2017 att avsluta sin spelarkarriär.
Hon har spelat 14 matcher samt gjort två mål för Sveriges U19-landslag.

## Tränarkarriär
Efter avslutad spelarkarriär inledde hon säsongen 2018 en ny karriär som tränare. Hon började som assisterande tränare till Kim Björkegren i Peking Jingtan fotbollsklubb.
Sadiku valde inför säsongen 2019 att flytta tillbaka till Sverige där hon fick tjänsten som tränare för FC Rosengård, där hon dels tränade F19-laget, dels var assisterande tränare till Jonas Eidevall.
Efter två år i FC Rosengård lämnade Sadiku klubben för att bli assisterande tränare i Fortuna Hjørring som spelar i den danska högsta ligan.
I mitten av april 2021 blev hon huvudtränare resten av säsongen. Från och med oktober 2021 var hon assisterande tränare i Eskilstuna United DFF.
I januari 2024 blev det klart att Sadiku tar över som huvudtränare för Celtic FC Women.